# North & South (videogioco)
North & South (lett. "Nord e sud") è un videogioco di strategia a turni e d'azione prodotto da Infogrames nel 1989 per molti computer dell'epoca. Rappresenta l'intera guerra di secessione americana ed è ispirato al fumetto belga Les Tuniques Bleues. Nonostante l'argomento di guerra, le immagini e i suoni sono da cartone animato comico. A seconda della versione sono disponibili fino a cinque lingue. All'inizio del gioco si seleziona la lingua e si sente una parodia del rispettivo inno nazionale.

## Modalità di gioco
Fondamentalmente si tratta di un gioco di strategia semplice e immediato, simile al Risiko, ma i combattimenti tra i giocatori si risolvono con giochi d'azione che si svolgono su schermate a parte. I giochi d'azione sono comunque opzionali, è possibile giocare anche senza di essi, facendo determinare casualmente i risultati. 
La schermata principale rappresenta gli Stati Uniti d'America dell'epoca, corrispondenti circa alla metà orientale degli USA odierni, e ogni 
stato rappresenta una casella di gioco. Ci sono 4 possibili configurazioni di partenza (1861, 1862, 1863, 1864); ovviamente un giocatore controlla l'Unione, l'altro la Confederazione e lo scopo è eliminare l'avversario.
I giocatori hanno a disposizione armate composte di fanteria, cavalleria e artiglieria. Di solito un'armata integra è composta da 6 fanti, 3 cavalieri e 1 cannone, ma è possibile formare qualunque combinazione, fino a un massimo di 18/9/3. Ad ogni turno, corrispondente a un mese, si possono muovere tutte le proprie armate di una casella ciascuna. Se due armate amiche entrano nella stessa casella vengono unite, mentre non è mai possibile suddividere un'armata. Se due armate avversarie entrano nella stessa casella si ha la battaglia per la conquista dello stato. Se si entra in uno stato nemico indifeso, oppure neutrale, lo si conquista all'istante; anche gli stati nemici indifesi accerchiati, tranne quelli con un forte, vengono automaticamente conquistati.
Ci sono 4 linee ferroviarie in gioco, che collegano 5 forti attraversando più stati; il possesso di almeno una linea ferroviaria completa permette, alla fine di ogni turno, il passaggio di un treno che fa guadagnare oro (1 sacco ogni 4 stati posseduti); ogni 5 sacchi d'oro si crea una nuova armata che può essere piazzata ovunque lungo la ferrovia. Se si invade uno stato con il forte, oltre a sconfiggere in battaglia eventuali armate, bisogna riuscire nell'assalto al forte, altrimenti si è costretti a ritirarsi. Se si invade uno stato centrale della linea ferroviaria, e il nemico non ha altre linee, ci sarà l'assalto al treno.
Ci sono tre livelli di difficoltà per ogni giocatore; oltre a determinare la bravura del computer, determinano la difficoltà degli assalti al forte e al treno anche per i giocatori umani. Altre opzioni disponibili sono:
- il temporale, che vaga casualmente per la mappa e se investe un'armata la obbliga a stare ferma un turno.
- i confinanti, che possono attaccare casualmente le armate piazzate nei forti più occidentali (i pellerossa in Iowa e Kansas, i messicani in Texas). Le armate normali vengono automaticamente distrutte e quelle più forti pesantemente danneggiate.
- la nave, che arriva ogni 3-4 turni e porta un'armata di rinforzo al giocatore che controlla la Carolina del Nord.

### Battaglie
Ogni battaglia è un gioco d'azione, che a seconda dello stato in cui ci si trova può aver luogo su una prateria, una prateria attraversata da un fiume o un deserto attraversato da un canyon. I tre tipi di forze sono schierati in campo, ma il giocatore può controllarne solo uno alla volta, passando da un gruppo all'altro premendo un tasto, mentre gli altri restano indifesi; solo il computer può controllarli tutti contemporaneamente. Ogni gruppo si muove e spara all'unisono:
- Fanti: appaiono a gruppi di 6 (morti i primi 6 ne entrano in campo altri, se ce ne sono) e possono sparare solo in avanti, a corto raggio e munizioni illimitate.
- Cavalieri: appaiono a gruppi di tre e combattono con la sciabola. Non possono andare all'indietro: raggiunto il fondo dello schermo, riappaiono dalla parte opposta.
- Cannoni: appaiono tutti insieme (esclusa la versione Commodore 64), possono muovere solo su e giù e sparare a distanza variabile, tramite una barra colorata che varia rapidamente. Hanno 10 colpi, che devastano una piccola area, dopodiché escono di scena, ma se si vince la battaglia torneranno in gioco carichi.

Ogni unità muore con un sol colpo, oppure se cade nel fiume o canyon. La presenza di questi incide molto sulla tattica: per attraversarli si ha a disposizione solo un ponte, che può essere distrutto dalle cannonate, e un guado sul fiume o un ponte di roccia sul canyon, indistruttibili ma molto stretti.
La battaglia finisce quando un esercito è sterminato; c'è anche la possibilità di ritirarsi premendo un tasto, ma causa la perdita dei propri cannoni.

### Assalto al forte o al treno
L'assalto al forte è un videogioco a piattaforme a scorrimento orizzontale; l'assaltatore controlla un solo soldato che per conquistare il forte deve riuscire a attraversarlo tutto fino a raggiungere la bandiera, prima che scada il tempo. Non può morire, ma ogni volta che viene colpito cade a terra e perde del tempo. Sono presenti ostacoli, trappole e cani da guardia. Il difensore, umano o computer che sia, ha a disposizione anche un numero limitato di soldati; si muovono da soli, può solo decidere quando farli entrare in scena (uno alla volta), dall'alto o dal basso, e usare il pulsante di attacco. Ogni soldato difensore può lanciare un coltello. Se l'attaccante e un difensore si avvicinano, combattono a pugni.
L'assalto al treno è molto simile, ma si svolge sul tetto del treno in corsa fino a raggiungere la locomotiva; se l'attaccante cade giù dal treno deve risalire al volo, se non ci riesce e il treno esce dallo schermo, perde immediatamente. Se l'assalto riesce, l'attaccante ruba l'oro trasportato; sennò l'oro viene incassato normalmente dal difensore, che però non può comunque creare nuove armate finché la linea ferroviaria è interrotta.

## Remake
Sono stati realizzati due remake professionali di North & South: The Bluecoats: North vs South della Microïds, uscito a partire dal 2012 per dispositivi mobili, Windows, Mac, PS3 e Xbox 360, e North & South: The Game della bitComposer, uscito a partire dal 2012 per dispositivi mobili e Windows.